# جاده ۴۳ (ایران)
جاده ۴۳ یک راه در استان خوزستان, ایران است که  بندر ماهشهر راه به جاده ۸۶ (ایران) و رامهرمز متصل می‌کند.